# T mapa

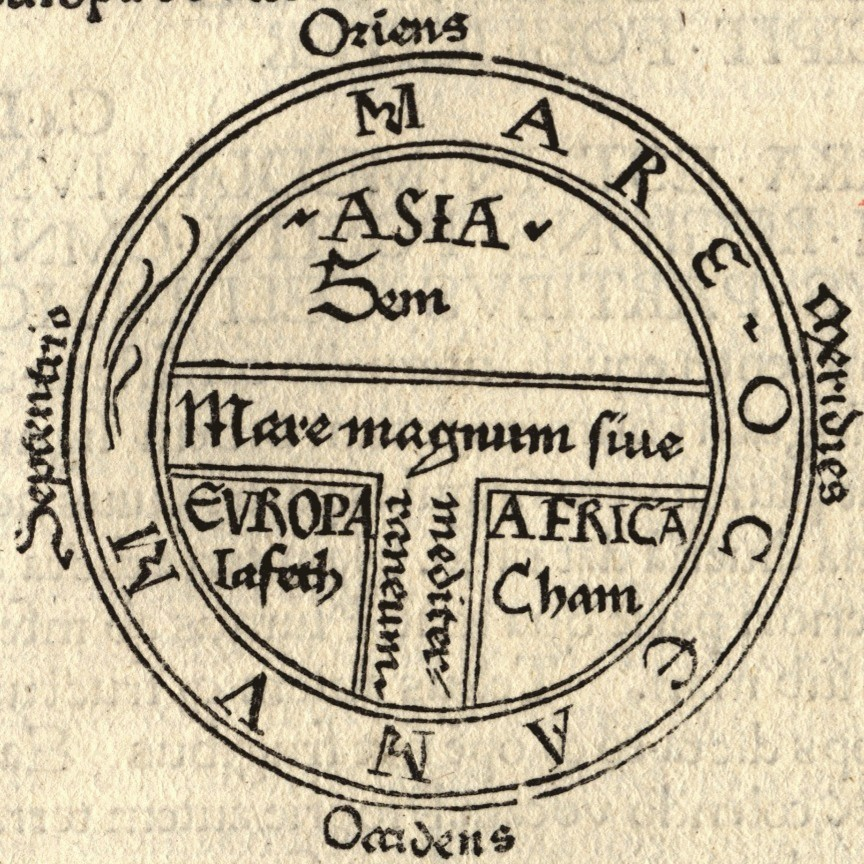
Nejstarší tištěný příklad klasické T mapy (Guntherus Ziner, Augsburg, 1472), který je ilustrací první strany XIV. kapitoly encyklopedie Etymologiae od Isidora ze Sevilly. Znázorňuje kontinenty jako panství Noemových synů – Sem (Šém), Iafeth (Jáfet) a Cham (Chám).

T mapa, jinak též kruhová mapa, případně oikumenická mapa, nebo také O-T mapa, je druh středověké mapy světa kruhového tvaru, která je grafickým vyjádřením představ biskupa Isidora ze Sevilly (560–636) o zemském povrchu. Tuto představu popisuje ve své knize Richard Čapek (1992), který uvádí: „Podle něho lze Zemi přirovnat ke kolu, které ze všech stran obklopuje oceán. Pevniny pak od sebe odděluje Středozemní moře a řeky Don (Tanais) a Nil, jež vytvářejí podobu písmene T.“ Někdy se mezi tento typ map též řadí Beatovy mapy, které jsou však konstrukčně odlišné.
Mezi významné T mapy patří mapa světa v kronice Vavřince z Březové či například mapa ebstorfská a mapa herefordská.

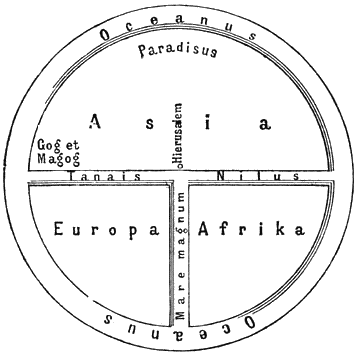
Schéma T mapy
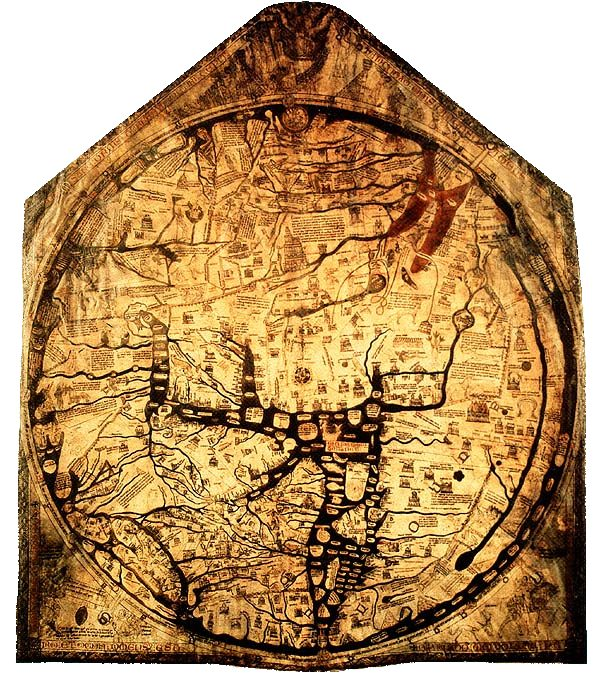
Herefordská mapa
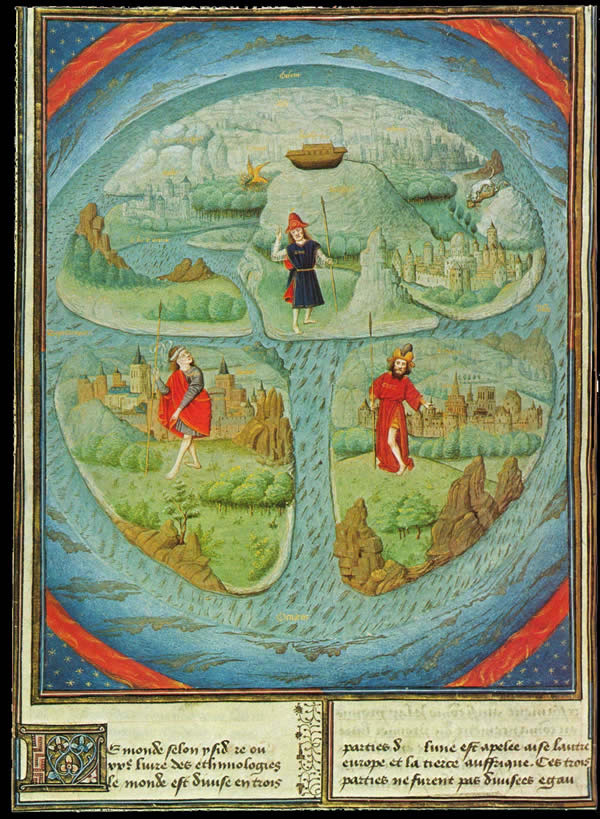
Mapa světa v La Fleur des Histoires
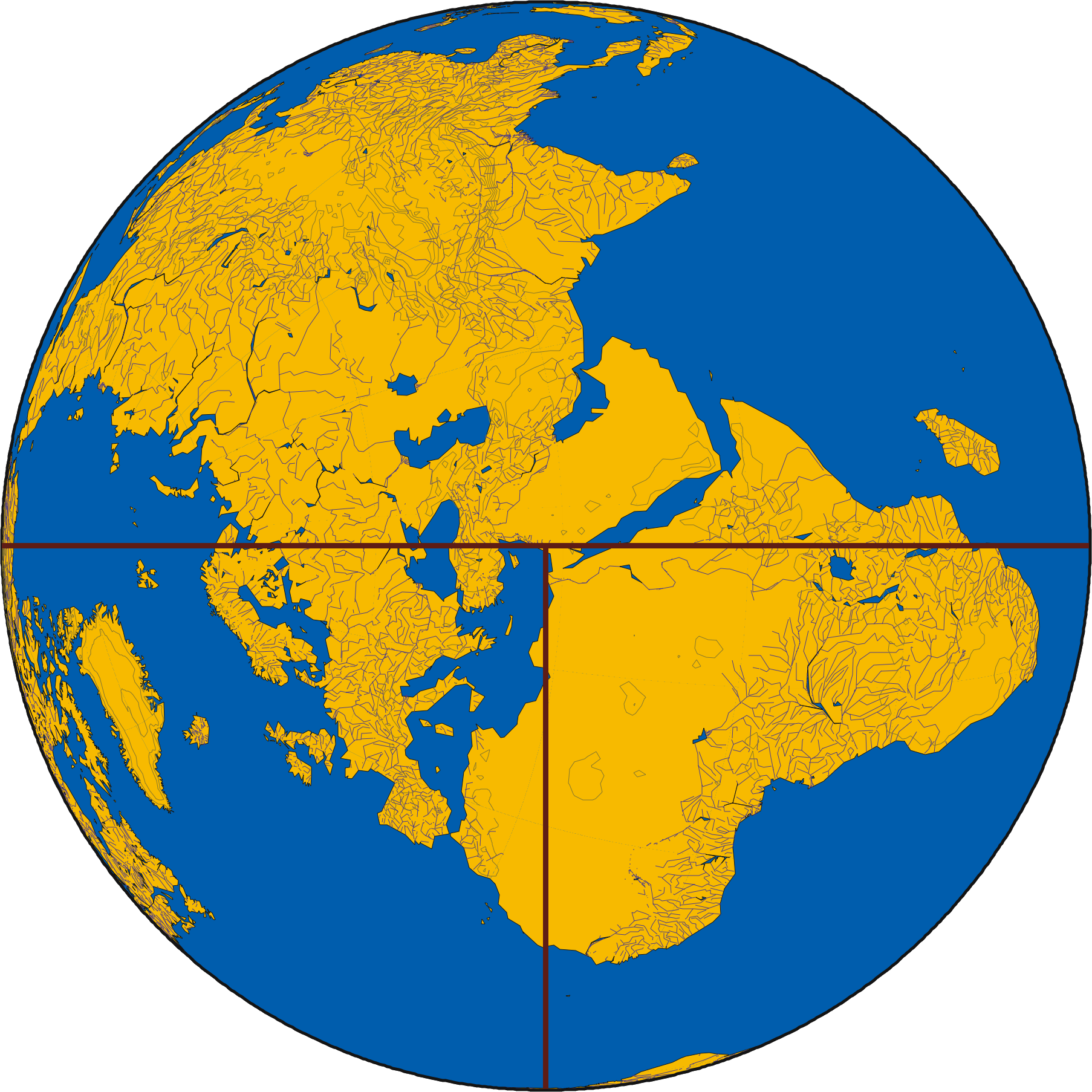
T mapa vytvořená pomocí moderní kartografie